# (15109) Wilber
(15109) Wilber (2000 CW61) – planetoida z grupy pasa głównego asteroid okrążająca Słońce w ciągu 3,64 lat w średniej odległości 2,37 j.a. Odkryta 2 lutego 2000 roku.